# Сан Витале Гранде (Болоња)
Сан Витале Гранде (итал. San Vitale Grande) је насеље у Италији у округу Болоња, региону Емилија-Ромања.
Према процени из 2011. у насељу је живело 955 становника. Насеље се налази на надморској висини од 30 м.